# استسقاء بطني
استسقاء بطني أو الاستسقاء أو الحَبَن أو استسقاء كيسي أو الاستسقاء الزِّقّي أو الخزب البطني -تسمية قديمة لم تعد تستخدم-، (بالإنجليزيّة: Ascites من اللاتينيّة المتأخرة، من اليونانيّة: askites المشتقة من askos التي تعني: قربة النبيذ، أو زِقّ النبيذ.) إحدى المصطلحات المتعلّقة بطب الجهاز الهضمي. يشير المصطلح إلى حالة تجمع السوائل في جوف الصفاق (التجويف البريتوني). رغم أن تشمّع الكبد وأمراض الكبد المُزمنة والسرطان النقيلي تُعدّ من أكثر أسباب الاستسقاء البطني شيوعًا، إلا أن ظهوره قد يكون علامة على مشاكل صحيّة خطيرة أخرى، مثل متلازمة بود خياري. يتم تشخيص الأسباب عادةً من خلال فحص الدم، وتصوير البطن بالأشعة فوق الصوتيّة (السونار، الأشعة التلفزيونيّة) والإزالة المباشرة للسوائل بواسطة إبرة أو بزل (الأمر الذي قد يكون علاجًا بدوره.) يُعالج الاستسقاء البطني بالأدوية (مدرّات البول)، البزل، أو بسبل علاجيّة أخرى تكون موجّهة مباشرةً للمرض المسؤول عن حالة الاستسقاء البطني.

## الأعراض والعلامات
من الصعب اكتشاف الاستسقاء البطني البسيط، بينما يُلاحظ الاستسقاء البطني المستفحل (الحاد) على إثر التمدّد البطني. يعاني المصابون بالاستسقاء البطني من تزايد ثقل البطن، الضغط، وضيق في التنفس نتيجة زيادة الضغط على الحجاب الحاجز.
عبر الفحص السريري للمريض المتمدّد، يتم اكتشاف المرض في حال رؤية انتفاخ في الخاصرتين، أو من خلال فحص «الأصميّة المتنقّلة» (بحسب فحص وجود اختلاف ناتج عن القرع أو الخبط على الخاصرة قبل وبعد اضطجاع المريض على جنبه. حيث يتم قرع خاصرتي المريض وهو مستلقٍ على ظهره، في حال وجدت أصميّة يطلب منه أن يضطجع على جنبه ويعاود الخبط فإن وُجدت طبليّة فهذا دليل على وجود سائل استسقائي في البطن.) أمّا في حالة الاستسقاء المستفحل، فيتم الكشف عنه بملاحظة ارتجاج السوائل أو بإجراء اختبار تدفّق السوائل (حيث أن الخبط أو الضغط على جهة واحدة سيوّلد تأثير أشبه بحركة الموج على السوائل يمكن الشعور به في الجهة الأخرى من البطن.)
علامات أخرى قد تصاحب الاستسقاء البطني وفقًا لمسبّبه الأساسي. مثلًا، في حالة فرط ضغط الدم البابي (على الأرجح بسبب تشمّع أو تليّف الكبد.) قد يشتكي المرضى من انتفاخ الساق، تكدّم، تثدي الرجل، تقيؤ دموي، أو تغيّرات ذهنيّة ناتجة عن الاعتلال الدماغي. أمّا المصاب بالاستسقاء البطني نتيجة السرطان (السُراط الصفاقي -السرطان الصفاقي المنتشر-.) فقد يشتكي من التعب المزمن أو نقص الوزن. أما المصابين بالاستسقاء البطني نتيجة قصور القلب، قد يشتكون من ضيق النفس بالإضافة إلى الأزيز وعدم القدرة على القيام بالتمارين.

## الأسباب
مسبّبات يُستدلّ عليها من كون الفارق بين قياس مدروج الألبومين في المصل والسائل الاستسقائي مرتفعًا -رشحة-:
- تشمّع الكبد، بنسبة 81% (ناتج عن الكحول في 65% من الحالات، لأسباب فيروسيّة في 10%، ولأسباب مجهولة في 6%)
- قصور القلب، بنسبة 3%
- الانسداد الوريدي الكبدي: متلازمة بود خياري أو الانسداد الوريدي.
- التهاب التأموَر المُضَيِّق.
- مرض كواشيوركور (الناتج عن نقص التغذية البروتينيّة لدى الأطفال.)

مسبّبات يُستدلّ عليها من كون الفارق بين قياس مدروج الألبومين في المصل والسائل الاستسقائي منخفضًا -نضحة-:
- السرطان (الأورام والنقائل السراطانيّة.) 10%
- العدوى: السل -2%، أو التهاب الصفاق الجرثومي.
- التهاب البنكرياس - 1%
- التهاب المَصْلِيّة.
- متلازمة كلوية[3]
- وذمة وعائيّة عصبيّة وراثيّة.

مسبّبات نادرة أخرى:
- متلازمة ميغز
- التهاب وعائي
- قصور الدرقية
- الغسيل الكلوي.
- الميزوثليوما الصفاقية.
- درن البطن.

## التشخيص

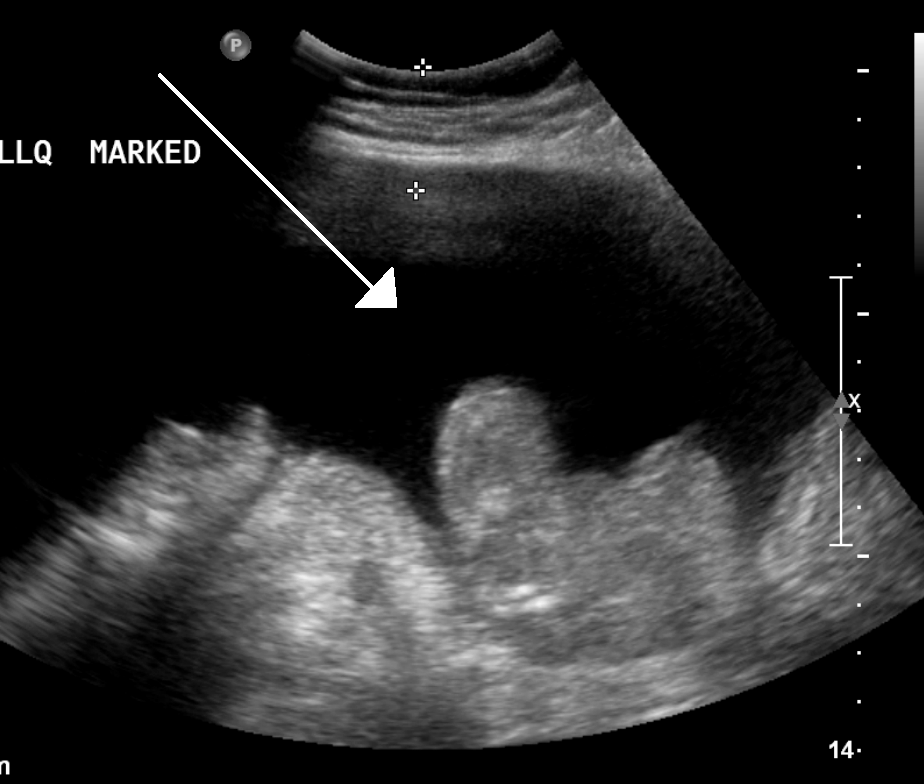
الاستسقاء البطني لدى مريض مصاب بسرطان البطن كما يظهر في تخطيط الصدى الطبي.

يجب إجراء العد الدموي الشامل الروتيني والمسح الأيضي الأساسي، اختبارات وظائف الكبد، وتجلط الدم. ينصح معظم المختصون بإجراء البزل التشخيصي في بدايات المرض أو في حال تم تنويم المريض. يتم فحص السائل بحسب مظهره، مستوى البروتين والألبومين وعدد خلايا الدم البيضاء والحمراء. كما تُجرى فحوصات اضافيّة مثل فحص الزراعة الحيويّة الدقيقة، فحص صبغة غرام، والباثولوجيا الخلويّة.
يُرجّح أن قياس مدروج الألبومين في المصل وفي الحبن -السائل الاستسقائي- أكثر دقة من طريق القياس القديمة (النضحة مقابل الرشحة) لتحديد أسباب الاستسقاء البطني. التغير المرتفع (أكبر من 1.1 جرام لكل ديسيلتر:>1.1 ج/دل) يشير إلى أن الاستسقاء البطني ناتج عن فرط ضغط الدم البابي بينما لا ينتج التغيّر الطفيف (أقل من 1.1 جرام لكل ديسيلتر: <1.1 ج/دل) عن هذا.
الأشعة التلفزيونيّة (فوق الصوتيّة) تُجرى عادة قبل محاولة سحب السوائل من البطن. يكشف هذا عن حجم وشكل الأعضاء داخل البطن، أما فحص دوبلر فقد يبيّن مسار الجريان في الوريد البابي كما يكشف متلازمة بود خياري (تخثّر الوريد الكبدي) وتخثّر الوريد البابي. كذلك التصوير بالأمواج فوق الصوتيّة يمكّن من تقدير السائل الاستسقائي، كما أن الاستسقاء البطني صعب السحب يمكن أن يُسحب أثناء الأشعة التلفزيونية (فوق الصوتيّة) بصفتها مرشدًا للعمليّة أو مساعدًا. الأشعة المقطعية تعتبر بديلًا دقيقًا لتحديد بنية أعضاء البطن وتركيبها.

### التصنيف
للاستسقاء البطني ثلاث درجات:
- الدرجة 1: طفيف، يمكن اكتشافه عن طريقة الأشعة فوق الصوتيّة والمقطعيّة.
- الدرجة 2: يمكن تشخيصه من خلال فحص الأصميّة المتنقّلة وانتفاخ الخاصرة.
- الدرجة 3: مرئي مباشرةً، يتم التحقق منه بفحص ارتجاج السوائل أو اختبار حركتها الموجيّة.

## فيزيولوجيا مرضيّة
قد يتجمّع السائل الاستسقائي ليكون نضحة أو رشحة، ومن الممكن أن يصل إلى 35 لتر.
تقريبًا؛ تعتبر الرشحة نتيجة زيادة الضغط في الوريد الكبدي البابي، بسبب تشمّع الكبد بينما النضحة إفراز نشط للسوائل بسبب التهاب أو خباثة. نتيجةً لهذا، فالبروتين في النضحة مرتفع، كما أن إنزيم نازع لهيدروجين اللاكتات مرتفع أيضًا، بينما الأس الهيدروجيني منخفض (أقل من 7.30)، كما ينخفض مستوى الجلوكوز وتزداد خلايا الدم البيضاء. يكون البروتين منخفض في الرشحة (أقل من 30ج/ل) كما يكون الإنزيم النازع لهيدروجين اللاكتات منخفض أيضًا، بينما يرتفع الأس الهيدروجيني، ويكون مستوى الجلوكوز عاديًا، وتكون خلايا الدم البيضاء قليلة، بمعدل خليّة في كل 1000 ملليمتر مكعب. من الناحية الإكلينيكيّة فإن القياس الأكثر دقة هو الاختلاف بين تركيز السائل الاستسقائي ومصل الألبومين.
بغض النظر عن الأسباب، احتباس السوائل داخل البطن يؤدي إلى احتباس إضافي في الكلى نتيجة للتأثير التحفيزي على هرمونات ضغط الدم، لا سيما هرمون ألدوستيرون. الجهاز العصبي الودي فعّال أيضًا، وإنتاج الكيموسين يزداد نتيجة انخفاض إرواء الكلى. قد يؤدي الاضطراب الشديد لتدفق الدم الكلوي إلى متلازمة الكبدية الكلوية. هنالك أيضًا مضاعفات أخرى لاستسقاء البطن تشمل التهاب الصفاق الجرثومي، بسبب انخفاض العوامل المضادة للجراثيم في السائل الاستسقائي.

## العلاج

رسم يُبيّن سحب السائل الاستسقائي.

يُعالَج الاستسقاء البطني عامة أثناء البحث عن الأسباب المؤدية له، لمنع المضاعفات، والتخفيف من الأعراض، ومنع التطوّر المحتمل. يتم علاج المرضى المصابين بالاستسقاء البطني الخفيف دون أن يتطلّب هذا تنويمهم في المستشفى، ويهدف العلاج خسارة ما لا يزيد عن 1.0 كج في اليوم، بالنسبة للمرضى المصابين بالاستسقاء البطني والوذمة الطرفيّة. بينما يهدف إلى خسارة ما لا يقل عن 0.5 كج في اليوم بالنسبة للمرضى المصابين بالاستسقاء البطني فقط. بالنسبة للمصابين باستسقاء بطني مستفحل، فإن التنويم ضروري للبزل.
العلاج في حالة التغيّر المرتفع للألبومين في السائل الاستسقائي بالنسبة للدم (الرشحة):

### النظام الغذائي
التقليل من الملح هو العلاج المبدئي، الذي يتيح إدرار البول (إنتاج البول) حيث أن لدى المريض سوائل تفوق تركيز الملح. يعتبر التقليل من الملح فعّالًا في 15% من المرضى. التقليل من الماء مطلوب في حال كان نقص صوديوم الدم أقل من 130 ملليمول في اللتر في نمو.

### مدرّات البول
المبدأ الأساسي في العلاج بالمدرّات البولية هو تقليص الملح، بناءً عليه فيجب البحث عن دواء يتصدى لهرمون ألدوستيرون الذي يعمل على زيادة تركيز الملح. فإن السبيرونولاكتون هو الدواء المناسب (أو أي نوع من مدرات النبيب القاصي مثل التيرياميتيرين والأميلورايد) حيث أنها تغلق مستقبلات الألدوستيرون في النُبيب التجميعي. تم إثبات هذا في تجربة عشوائية مُضبّطة. يجب أن تعطى جرعة واحدة يوميًا من مدرّات البول لعلاج الاستسقاء البطني.
مراقبة مدرّات البول: يمكن مراقبة ورصد مدرّات البول بقياس وزن المريض يوميًا، الهدف أن يخسر المريض ما لا يزيد عن 1.0 كج/يوميًا للمرضة المصابين بالاستسقاء البطني والوذمة الطرفيّة، وما لا يزيد عن 0.5 كج/ يوميًا للمصابين بالاستسقاء البطني فقط، إذا لم يمكن تحقيق هذا ممكنًا، يمكن أن يتم تحديد القدر اللازم من مدرّات البول من خلال قياس تركيز الصوديوم في البول.
مقاومة مدرّات البول: يمكن الكشف عن وجود مقاومة لمدرّات البول بإعطاء المريض 80 مج من الفوروسيميد (دواء مدرّ للبول) عبر الوريد، بعد ثلاث أيام من دون مدرّات البول، وأثناء نظام غذائي 80 ملّلي مكافئ من الصوديوم يوميًا. إفراز الصوديوم بما يزيد على ثمان ساعات، بحيث يكون أقل من 50 ملّي مكافئ كل ثمان ساعات يدل على وجود مقاومة.
إذا كان لدى المريض مقاومة أو ضعف استجابة لمدرّات البول، قد يكون هنالك حاجة إلى ترشيح مستدق من أجل ضبط تدفق واحتباس السوائل. استخدام مثل هذه الطرق الميكانيكيّة لإزالة السوائل قد ينتج عنها فوائد إكلينيكيّة في من لديهم مقاومة لمدرّات البول، وقد يعزّز استجابتهم للجرعات التقليديّة من مدرّات البول.

### البزل
بالنسبة للمصابين بالاستسقاء المستفحل (الحاد)، قد تكون هنالك حاجة إلى البزل العلاجي إضافة إلى الطرق العلاجية المذكورة أعلاه.

### الجراحة
الاستسقاء البطني الذي لا يبدو أن العلاج الطبي قد نجح معه، يعتبر إشارة على الحاجة إلى زراعة كبد. في الولايات المتّحدة الأمريكيّة، فإن أولويّة المرضى في الزراعة تُحدّد بواسطة «درجة ميلد» (MELD score).
قد تُستخدم التحويلات في قليل من المصابين بتشمّع الكبد المتقدّم، ممن يعانون من الاستسقاء البطني بشكل متكرّر. جراحات التحويلة النمطية المستخدمة هي «التحويلة البابية الأجوفية» و«التحويلة البوابية المجموعية داخل الكبد عبر الوداج» (بالإنجليزية: Transjugular intrahepatic portosystemic shunt)‏.
على أيّةِ حال، فلم تظهر أيً من هذه التحويلات إطالة في العمر الافتراضي، وتعتبر جسورًا إلى زراعة الكبد. تحليل التلوي للتجربة المنضبطة المعشاة التي قامت بها مؤسسة كوكرين توصّلت إلى أن «التحويلة بين الوريد الكبدي والوريد البابي» أكثر فعالية في إزالة الاستسقاء مقارنة بالبزل، بالرغم من هذا، قد يصاب بعض المرضى باعتلال دماغي كبدي في بعض الأحيان.

### العلاج في حالة التغيّر الطفيف للألبومين في المصل الاستسقائي بالنسبة للدم (النضحة)
هذا النوع من الاستسقاء البطني (الاستسقاء النضحي) لا يستجيب عادةً إلى العلاج بموازنة الملح ولا مدرّات البول. لذلك فأن البزل المتكرّر وعلاج المرض المُسبّب للاستسقاء هو أساس العلاج.

## المضاعفات

### خثار
تشمل المضاعفات أيضًا خثار الوريد البابي وخثار الوريد الطحالي: يؤثر تخثّر الدم على الوريد البابي أو الدوالي المرتبطة بالوريد الطحالي. قد يؤدي هذا إلى فرط ضغط الدم البابي، وتقليص تدفق الدم. عندما يصاب مريض تشمّع الكبد بالخثار فمن غير الممكن إجراء زراعة كبد له، إلا إذا كان الخثار طفيفًا. في حالة الخثار الطفيف، فهنالك بعض فرص النجاح باللجوء لزراعة كبد من شخص متوفّى.

## الثقافة والمجتمع
يُعتقد أن الهند-أوربيّون البدائيّون كانوا يعتقدون أن الاستسقاء البطني عقاب، خاصة على الحنث باليمين. يعود هذا الافتراض إلى القسم العسكري الحيثي، بالإضافة إلى الترانيم الفيداويّة. لعنة مشابهة تعود إلى سلالة كيشيون (القرن الثاني عشر قبل الميلاد) في تهديد للحانثين بالأيمان: (ليملأ مردوخ، ملك السماء والأرض، جسمه بالخَزَب (الوذمة)، الحمل الذي لن يُخفّف أبدًا.) كما ورد أيضًا في سفر العدد عن معاقبة زوجة خائنة بتورّم البطن.